# Conjugaison anglaise
La conjugaison anglaise se caractérise par un nombre limité de formes verbales et une certaine complexité, pour le francophone, quant à l'utilisation des temps. Leur usage est en effet plus guidé par l'aspect que par la situation de l'action sur la ligne du temps. Ainsi, l'usage des modes et des temps du français ne recouvre pas nécessairement celui des modes et temps anglais correspondants.
Le présent article étudie ces deux facettes de la conjugaison anglaise : les formes du verbe et l'usage des temps. Pour éviter toute confusion les noms des modes et des temps anglais sont conservés.

## Généralités
La langue anglaise connaît :
- trois personnes, au singulier et au pluriel. Les pronoms personnels sujets sont I, you, he / she / it au singulier et we, you, they au pluriel ;
- cinq modes : indicatif, participe, infinitif, conditionnel, et subjonctif ;
- deux voix (l'active et la passive).

Le genre n'est jamais marqué dans la forme verbale : c'est le pronom personnel ou le contexte qui le déterminent. 
La personne et le nombre sont marqués dans la forme verbale à la troisième personne du singulier de tous les verbes principaux et à toutes les personnes et tous les nombres de to be (être). Par exemple, pour le verbe to look, looks indique la troisième personne du singulier, et pour to be, am / is / are indiquent la personne et le nombre. 
Différents auxiliaires sont utilisés : be (être), have (avoir), do, shall / will (marque d'une action à venir), should / would (marque du conditionnel), etc.

## Formes verbales

### Formes régulières
À travers toute sa conjugaison, le verbe anglais régulier ne rencontre que quatre formes. Cela rend la conjugaison assez simple, en apparence. La difficulté qui vient des subtilités de l'usage des temps se marque par les auxiliaires, le contexte, etc.
| Forme                                      | Construction   | Exemple |
| ------------------------------------------ | -------------- | ------- |
| Radical                                    |                | look    |
| Troisième personne du singulier au présent | radical + -s   | looks   |
| Participe présent                          | radical + -ing | looking |
| Participe passé                            | radical + -ed  | looked  |

Les temps du passé du verbe régulier se forment identiquement au participe passé.

### Formes irrégulières
Quatre verbes sont irréguliers au présent (deux sont irréguliers seulement pour la prononciation) :
- La troisième personne du singulier de do (/duː/) est does mais se prononce /dʌz/.
- La troisième personne du singulier de say (/seɪ/) est says mais se prononce /sɛz/.
- La troisième personne du singulier de have (/hæv/) est has et se prononce /hæz/.
- Le verbe to be est très irrégulier : I am, you are, he/she/it/one is, we are, they are.

Beaucoup de verbes communs ont au simple past et au  past participle des formes irrégulières qu'il faut mémoriser. La liste complète des verbes irréguliers est disponible dans le Wiktionary. Le tableau ci-dessous donne  comme exemple un verbe irrégulier typique :
| Forme                                      | Construction   | Exemple |
| ------------------------------------------ | -------------- | ------- |
| Radical                                    |                | take    |
| Troisième personne du singulier au présent | radical + -s   | takes   |
| Participe présent                          | radical + -ing | taking  |
| Temps passé                                | irrégulier     | took    |
| Participe passé                            | irrégulier     | taken   |

### Règles d'orthographe
L'ajout d'un suffixe (-ed ou -ing) entraîne parfois l'application de règles d'orthographe visant, en général, à maintenir la prononciation du radical.
Les verbes dont la base se termine par une voyelle muette perdent en général cette voyelle quand est ajouté le suffixe -ed ou -ing.
- love → loved et loving
- agree → agreed et agreeing

Cette règle ne s'applique pas quand le résultat prête à confusion.
- to age donne ageing en anglais britannique : la forme attendue aging étant ambiguë quant à sa prononciation : g dur ou mou.
- to singe (roussir) donne singeing car la forme attendue singing prête à confusion avec le verbe to sing (chanter) qui donne singing.

Le i qui précède un e final se transforme en y devant -ing : lie → lying.
Le y final précédé d'une consonne devient i devant -ed.
- deny → denied.
- ally → allied.

Si l'infinitif se termine par une consonne plus -y, le verbe prend -ies à la troisième personne du singulier du présent de l'indicatif : to cry → he cries
Si le radical se termine par une suite consonne-voyelle-consonne et si la dernière syllabe du verbe est accentuée, alors la consonne finale est redoublée avant l'ajout du suffixe pour maintenir la prononciation de la voyelle.
- set → setting.
- occur → occurring.

Si le radical se termine par une suite consonne-voyelle-consonne et si la dernière syllabe du verbe n'est pas accentuée, la consonne finale peut ne pas être redoublée comme c'est le cas en anglais américain : yodeling, traveling. Il existe quelques exceptions comme diagramming, kidnapping, programming, worshipping. 
Les verbes dont le radical se termine par -c s'adjoignent un k devant le suffixe -ing : panic → panicking.

## Infinitif
L'infinitif anglais est dit 
- soit « complet » (avec to) : par exemple to adjust (régler) ;
- soit « incomplet » (sans to) : par exemple adjust (dans ce dernier cas, c'est une « base verbale »).

L'infinitif se rencontre sous plusieurs aspects (présent et passé, actif et passif) :
- l'infinitif présent actif : (to) adjust (régler)
- l'infinitif passé actif : (to) have adjusted (avoir réglé)
- l'infinitif présent passif : (to) be adjusted (être réglé)
- l'infinitif passé passif : (to) have been adjusted (avoir été réglé)

L'infinitif négatif s'obtient en accolant not devant to si l'infinitif est complet, devant la base verbale s'il est incomplet :
- infinitif présent actif : not (to) adjust (ne pas régler)
- infinitif passé actif : not (to) have adjusted (ne pas avoir réglé)
- infinitif présent passif : not (to) be adjusted (ne pas être réglé)
- infinitif passé passif : not (to) have been adjusted (ne pas avoir été réglé)

En anglais américain et, plus rarement en anglais britannique où la tournure a mauvaise presse, un adverbe peut venir s'intercaler entre to et la base verbale, c'est ce qu'on appelle l'infinitif éclaté ou brisé (the split or broken infinitive) :
- to accurately adjust the volume (régler le volume avec précision) au lieu de to adjust the volume accurately.

## Participe

### Participe présent
Le participe présent (present participle) se forme en ajoutant le suffixe -ing au radical et en appliquant si nécessaire les règles d'orthographe.
- go → going
- book → booking
- set → setting

### Temps passé et participe passé
Les temps passés (past tense) et le participe passé (past participle) des verbes réguliers se forment en ajoutant le suffixe -ed au radical et en appliquant, si nécessaire, les règles d'orthographe. Il est invariable en genre et en nombre.
- work → worked

De nombreux verbes, parmi les plus courants ne répondent pas à ces règles et présentent une forme irrégulière. La liste complète de ces verbes et de leurs formes est disponible dans le Wiktionary.
La prononciation de la terminaison -ed obéit à des règles simples. 
- Si le verbe se termine par /t/ ou /d/, la terminaison du passé simple se prononce /Id/. Par exemple, wanted /ˈwɔntɪd/ et ended /ˈɛndɪd/.

- Si le verbe se termine par un son non vocalisé, comme /p/, /f/, /s/, /ʃ/, /t͡ʃ/ ou /k/, la terminaison passée simple se prononce /t/. Par exemple, stopped /stɑpt/, washed /wɑʃt/.

- Si le verbe se termine par un autre son vocalisé, la terminaison du passé simple se prononce /d/. Par exemple, played /pleɪd/, allowed /əˈlaʊd/.

## Indicatif

### Simple present
Le présent simple (simple present) se forme en ajoutant, pour la troisième personne du singulier, la désinence s à la base verbale. Toutes les autres formes sont invariables.
| To play           | To think           |
| ----------------- | ------------------ |
| I play            | I think            |
| You play          | You think          |
| He, she, it plays | He, she, it thinks |
| We play           | We think           |
| You play          | You think          |
| They play         | They think         |

- À la troisième personne du singulier, les verbes to do et to go prennent la désinence -es : she does, he goes.
- Forme négative : I do not play/think (forme contractée : I don't play/think)
- Forme interrogative : do I play/think
- Forme interro-négative : do I not play/think (forme contractée : don't I play/think)

### Future simple
Le futur simple (future simple) utilise les auxiliaires modaux shall et will à toutes les personnes et suivis de la base verbale :
| To play                     | To think                     |
| --------------------------- | ---------------------------- |
| I shall/will play           | I shall/will think           |
| You shall/will play         | You shall/will think         |
| He, she, it shall/will play | He, she, it shall/will think |
| We shall/will play          | We shall/will think          |
| You shall/will play         | You shall/will think         |
| They shall/will play        | They shall/will think        |

- Forme négative : I shall/will not play/think (formes contractées : I shan't/won't play/think)
- Forme interrogative : shall/will I play/think
- Forme interro-négative : shall/will I not play/think (forme contractée : shan't/won't I play/think)

Le futur peut s'exprimer de plusieurs manières (cf infra : Expression du futur), en particulier en utilisant les conjugaisons au présent (be + ing) ou les locutions be going to ou be about to.

### Future perfect
Le futur antérieur (future perfect) utilise les auxiliaires shall et will suivi de l'infinitif passé sans to :
| To play                            | To think                            |
| ---------------------------------- | ----------------------------------- |
| I shall/will have played           | I shall/will have thought           |
| You shall/will have played         | You shall/will have thought         |
| He, she, it shall/will have played | He, she, it shall/will have thought |
| We shall/will have played          | We shall/will have thought          |
| You shall/will have played         | You shall/will have thought         |
| They shall/will have played        | They shall/will have thought        |

- Forme négative : I shall/will not have played/thought (formes contractées : I shan't/won't have played/thought)
- Forme interrogative : shall/will I have played/thought
- Forme interro-négative : shall/will I not have played/thought (forme contractée : shan't/won't I have played/thought)

Exemples d'emploi :
- - I will have finished my essay by Thursday. (J'aurai fini ma dissertation d'ici jeudi.)
  - By then she will have been there for three weeks. (Cela fera alors trois semaines qu'elle sera là / Elle sera là alors depuis trois semaines.)

### Simple past
Le passé simple (simple past) ou prétérit (preterite) des verbes réguliers a la même forme, à toutes les personnes, que le participe passé (voir ci-dessus). 
La forme du simple past des verbes irréguliers est à apprendre par cœur :
- to eat donne  ate,
- to think donne thought,
- to set donne set.

La liste complète des verbes irréguliers est disponible dans le Wiktionary.
| To play            | To think            |
| ------------------ | ------------------- |
| I played           | I thought           |
| You played         | You thought         |
| He, she, it played | He, she, it thought |
| We played          | We thought          |
| You played         | You thought         |
| They played        | They thought        |

- Forme négative : I did not play/think (forme contractée : I didn't play/think)
- Forme interrogative : did I play/think
- Forme interro-négative : did I not play/think (forme contractée : didn't I play/think)

Le simple past des verbes est utilisé de manière différente en français qu'en anglais (cf infra).

### Present perfect
Le passé composé (present perfect) se construit avec  l'auxiliaire have conjugué au présent et suivi du participe passé (cf la construction  du passé composé en français).
| To play                | To think                |
| ---------------------- | ----------------------- |
| I have played          | I have thought          |
| You have played        | You have thought        |
| He, she, it has played | He, she, it has thought |
| We have played         | We have thought         |
| You have played        | You have thought        |
| They have played       | They have thought       |

- Forme négative : I have not played/thought (forme contractée : I haven't played/thought)
- Forme interrogative : have I played/thought
- Forme interro-négative : have I not played/thought (forme contractée : haven't I played/thought)

### Past perfect
Le plus-que-parfait (past perfect ou pluperfect) se construit avec  l'auxiliaire have conjugué au simple past et suivi du participe passé (cf la construction du plus-que-parfait en français).
| To play                | To think                |
| ---------------------- | ----------------------- |
| I had played           | I had thought           |
| You had played         | You had thought         |
| He, she, it had played | He, she, it had thought |
| We had played          | We had thought          |
| You had played         | You had thought         |
| They had played        | They had thought        |

- Forme négative : I had not played/thought (forme contractée : I hadn't played/thought)
- Forme interrogative : had I played/thought
- Forme interro-négative : had I not played/thought (forme contractée : hadn't I played/thought)

## Subjonctif
Le mode subjonctif est le mode de la subjectivité : l'action est toujours plus qu'incertaine et sa réalisation est des plus hypothétiques : c'est le mode des conseils, souhaits, suppositions, désirs, prières, regrets, hypothèses, etc.

### Subjonctif originel
Il a quasiment disparu en Grande-Bretagne mais il est rencontré encore en anglais américain. Il reste en usage dans quelques expressions, notamment avec to be :
- God save the Queen. (Que Dieu protège la reine.)
- God bless you. (Que Dieu vous bénisse.)
- So be it. : (Soit. / Ainsi soit-il.)

Présent du subjonctif : utilisé à toutes les personnes l'infinitif sans to, ce qui donne pour le verbe to be : I be, you be, he/she/it be, we be, you be, they be
- If need be. (Si besoin est.)
- If this be true. (Si cela est avéré.)
- It is desirable that this process be carried out. (Il est souhaitable que ce processus soit mené à terme.)

Imparfait du subjonctif : utilisé à toutes les personnes la forme du prétérit ; pour to be, c'est la forme were : I were, you were, he/she/it were, we were, you were, they were
Hypothèse gratuite :
- If I were you… (Si j'étais à votre place…)
- He acts as if he were the boss. (Il agit comme s'il était le patron.)

Regret :
- I wish he were here. (Je regrette qu'il ne soit pas ici.)
- I wish I had applied for that job. (Je regrette de ne pas avoir postulé pour cet emploi.)

### Subjonctif potentiel
Il s'emploie  avec may et might pour exprimer l'idée de « pouvoir », et après les conjonctions ou locutions conjonctives that, in order that et so that (afin que, pour que) :
- Be silent that you may hear. (Shakespeare) (Faites silence afin d'entendre.)
- However rich he might be, he was not happy. (Si riche qu'il fût, il n'était pas heureux.)
- I warn you so that you may defend your interests. (Je vous avertis afin que vous défendiez vos intérêts.)

### Subjonctif hypothétique
Il s'emploie avec should dans le cas d'une éventualité réalisable ou lorsque la proposition principale exprime le doute ou l'incertitude.
- If he should come. (S'il venait.)
- Suppose you should lose your money. (Supposez que vous perdiez votre argent.)
- Courtesy demands that you should examine the question. (La courtoisie exige que vous examiniez la question.)
- Let us go back lest we should lose our way. (Retournons, de peur que nous nous égarions.)

## Conditionnel
À l'instar des présents shall et will qui servent à former des périphrases à valeur de futur, les preterits should et would servent à former des périphrases à valeur de conditionnel. Should et would sont alors inaccentués et souvent réduits à 'd dans la langue parlée.
Le conditionnel anglais possède deux temps, le conditionnel présent (present conditional) et le conditionnel passé (past conditional).

### Present conditional
| To play                       |
| ----------------------------- |
| I should/would play           |
| You should/would play         |
| He, she, it should/would play |
| We should/would play          |
| You should/would play         |
| They should/would play        |

- Forme négative : I should/would not play (forme contractée : I shouldn't/wouldn't play)
- Forme interrogative : should/would I play
- Forme interro-négative : should/would I not play/think (forme contractée : shouldn't/wouldn't I play/think)

### Past conditional
| To play                              |
| ------------------------------------ |
| I should/would have played           |
| You should/would have played         |
| He, she, it should/would have played |
| We should/would have played          |
| You should/would have played         |
| They should/would have played        |

- Forme négative : I should/would not have played (forme contractée : I shouldn't/wouldn't have played)
- Forme interrogative : should/would I have played
- Forme interro-négative : should/would I not have played/thought (forme contractée : shouldn't/wouldn't I have played/thought)

## Impératif
L'impératif se rencontre principalement à la deuxième personne et sous deux formes, l'affirmative et la négative.
La forme affirmative est semblable à l'infinitif sans to : play! : joue/jouez !
La forme négative est précédée de do not (ou sa contraction don't) :  do not play! : ne joue pas / ne jouez pas !
Aux autres personnes :
- à la forme affirmative, précédé par la base verbale de let suivi du pronom personnel objet :
  - Let me think! (Que je réfléchisse !)
  - Let him go! (Qu'il s'en aille !)
  - Let us leave! (contracté en let's) (Partons !)
  - Let them speak! (fréquemment contracté en let'em dans la langue parlée) (Qu'ils/elles parlent !)
- à la forme négative, soit il est précédé de la base verbale de not, soit il est ajouté do not (ou sa contraction don't) devant let :
  - Let's not stay here! ou Don't let's stay here! (Ne restons pas ici !)

## Voix passive
L'auxiliaire de la voix passive est le verbe to be. 
Pour construire la voix passive, to be est conjugué au temps et au mode désirés et il est suivi du participe passé : A Midsummer Night's Dream was written by Shakespeare.

## Conjugaison des auxiliairesto beetto have

### Au présent
| To be          | To have         |
| -------------- | --------------- |
| I am           | I have          |
| You are        | You have        |
| He, she, it is | He, she, it has |
| We are         | We have         |
| You are        | You have        |
| They are       | They have       |

### Au passé
| To be           | To have         |
| --------------- | --------------- |
| I was           | I had           |
| You were        | You had         |
| He, she, it was | He, she, it had |
| We were         | We had          |
| You were        | You had         |
| They were       | They had        |

Sur cette base, la formation des autres temps est régulière :
- I have been : j'ai été  – I have had  : j'ai eu
- I had been : j'avais été – I had had : j'avais eu

## Usage des modes et des temps, aspects du verbe
L'utilisation des modes et des temps en anglais est liée à la situation de l'action dans le temps, à la durée de l'action et à la concordance des temps. C'est pourquoi un temps français ne se traduit pas systématiquement par son équivalent naturel en anglais.

### Aspects

#### Aspect progressif
En utilisant l'aspect be + -ing, l'énonciateur réalise un effet de mise en scène. L'événement est perçu dans son déroulement, comme sur une scène de théâtre, ou bien est souligné et commenté par l'énonciateur pour marquer désapprobation, agacement, etc. :
- They are having breakfast. L'accent est mis sur la scène en déroulement, ou sur le décor est posé. Glose : en ce moment, sous nos yeux, ils prennent leur petit déjeuner.
- She was waiting for the bus when the rain started. La première partie de la proposition donne un cadre scénique au sein duquel un événement s'est produit. Glose : alors qu'elle attendait son bus, soudain la pluie se mit à tomber.
- He is always complaining about the noise. L'événement est habituel ; il ne se déroule pas sous les yeux des interlocuteurs, mais il est mis en scène avec une force d'évocation qui le rend immédiatement perceptible. Glose : il passe son temps à se plaindre du bruit (cela en devient pénible).

Il est possible pour certains temps d'avancer une traduction, d'autres sont intraduisibles en français : leur usage en anglais est basé sur la concordance des temps et sur le temps imposé par l'aspect à donner au verbe.
Les exemples qui suivent rendent compte d'un certain nombre de cas :
- The Earth revolves around the Sun. (La Terre tourne autour du Soleil.)
- I work on Saturdays. (Je travaille les samedis.)
- It often snows in January. (Il neige souvent en janvier.)

illustrent l'emploi du présent simple.
- What are you reading? (Que lis-tu ?)
- Look, it's snowing! (Regarde, il neige !)
- Be quiet, I'm working! (Tais-toi, je bosse !)

illustrent l'emploi du présent progressif.

#### Aspect bilan
La structure composée de l'auxiliaire to have suivi du participe passé présente le résultat d'une action, l'accent est mis sur le résultat, les conséquences de l'action plutôt que sur l'action elle-même. Il est aussi appelé bilan :
- I've lost my glasses. (J'ai perdu mes lunettes.) L'accent est mis sur la frustration à ne pas être en mesure de lire plutôt que sur la perte elle-même.

Il existe souvent un lien de cause à conséquence entre un énoncé au présent et un énoncé au present perfect : I have found a job: I feel relieved..

### Expression du présent
Le présent s'exprime de deux façons : 
- soit au présent simple : I speak French. ;
- soit au présent continu : I am playing..

Le présent simple s'utilise pour les certitudes ou les énoncés dont la validité est permanente :  
- Water boils at 100 °C. (L'eau bout à 100 °C.)

Le présent continu exprime une action présente en cours de réalisation : 
- I am playing. (Je suis en train de jouer.)

### Expression du futur
Il existe sept façons d’exprimer le futur en anglais, selon la nuance que l'on souhaite y apporter.
- Pour un projet organisé, planifié : présent continu
  - Tonight I am eating at the restaurant. (Ce soir, je mange au restaurant — j'ai déjà réservé une table —.)
- Pour une intention : to be going to
  - This evening I am going to eat at the restaurant. (Ce soir, je vais manger au restaurant — c'est du moins mon intention —.)
- Pour une décision prise à l'instant et mise à exécution immédiate : futur simple
  - I will leave. (Je m'en vais — je prends à l'instant mon manteau et je pars —.)
- pour une prédiction : futur simple
  - It will rain. (Il va pleuvoir — sans doute —.)
- shall. Les auxiliaires de modalité will et shall renvoient au domaine du probable.
- Le futur imminent : to be about to
  - We are about to land. (Nous allons atterrir dans un instant.)
- Pour exprimer le futur quand il y a un complément circonstanciel de temps dans la phrase. C'est particulièrement le cas lorsqu'on évoque un futur planifié et dont la réalisation est quasi-certaine (horaires de transports notamment) : présent simple.
  - The train leaves at 4:16 PM. (Le train part tantôt à 16 h 16 — comme tous les jours —.)

### Simple past
Le simple past correspond à deux valeurs : 
- un décalage sur le plan temporel : le passé
- ou un « décrochage modal » : le « preterit modal », qui concerne l'hypothétique, l'irréel, l'imaginaire)

#### Passé
Le simple past est employé dès lors que la relation prédicative est située dans le passé, 
- soit par un adverbe de temps, un complément de temps :
  - He went to Paris yesterday. (Il est allé à Paris hier.)
  - I lived in Toronto from 1992 to 1997. (J'ai vécu à Toronto de 1992 à 1997.)
- soit, en l'absence de toute marque temporelle, par le contexte :
  - Napoleon died at Saint Helena. (Napoléon est mort à Sainte-Hélène.)
  - I was born in Scotland. (Je suis né en Écosse.)
  - Where did you buy your car? (Où as-tu acheté ta voiture ?)

Les deux premières phrases indiquent explicitement un contexte passé. Les deux suivantes supposent clairement un contexte passé (mort de Napoléon, naissance de l'énonciateur). Dans la dernière, un past tense est utilisé comme à chaque fois que l'intérêt est sur les conditions dans lesquelles s'est déroulé le procès (ici, « où »).
Cette valeur du simple past correspond en français au passé simple (langue écrite littéraire) ou au passé composé (langue « ordinaire »).
Il est fréquent que les francophones utilisent un present perfect à la place du simple past par calque du français :
- He has arrived yesterday. (Il est arrivé hier.)  Non
- He arrived yesterday. (Il est arrivé hier.)  Oui

Un contexte passé entraîne obligatoirement l'emploi du simple past.
Le simple past peut aussi correspondre à l'imparfait français dans les cas suivants :
- décrire un état ou une caractéristique révolus du sujet :
  - Mozart was a genius. (Mozart était un génie.)
  - Mrs Morland was a very good woman. (Jane Austen, Northanger Abbey) (Madame Morland était une très brave femme.)
  - He looked very tired. (Il avait l'air très fatigué.)
  - René Dumont always wore red pullovers. (René Dumont portait toujours un pull rouge.)
- donner une description :
  - The moon hung low in the sky like a yellow skull. (Oscar Wilde, The Picture of Dorian Gray)
  - The road ran west through low, scorched hills. (Peter Matthiessen, On the River Styx)
- mise en perspective historique :
  - On May 10, Churchill was appointed Prime Minister. (Le 10 mai, Churchill était nommé premier ministre.)
- impliquer une itération (répétition) :
  - Seeing her always made me feel like I was catching a rarity. (John Fowles, The Collector) (La voir me faisait toujours l'effet de surprendre quelque chose de rare.)

#### Preteritmodal
Le simple past ou preterit modal sert aussi à exprimer l'hypothétique, le souhaitable, bref toute situation qui n'est pas la réalité :
- If I knew, I would answer. (Si je le savais, je répondrais.)
- I wish you were more careful now (or always). (Ce serait bien si tu étais / Je souhaiterais que tu sois plus prudent maintenant (ou toujours).)
- Suppose we had a million dollars… (Si nous avions un million de dollars…)

Dans cette utilisation, le preterit correspond en français : 
- à l'imparfait (« si j'étais riche… ») ;
- ou au subjonctif (« j'aimerais que vous fassiez… »).

### Participe présent
Le participe présent (present participle) est utilisé pour construire la forme progressive, :
- He is writing another book about beavers. (Il est en train d'écrire / Il écrit un autre livre sur les castors.)
- I have been writing all afternoon. (J'ai écrit tout l'après-midi.)

### Participe passé
Le participe passé (past participle) sert à la formation des temps composés et de la voix passive :
- I have written a letter.
- A Midsummer Night's Dream was written by Shakespeare.